# アヤグス川

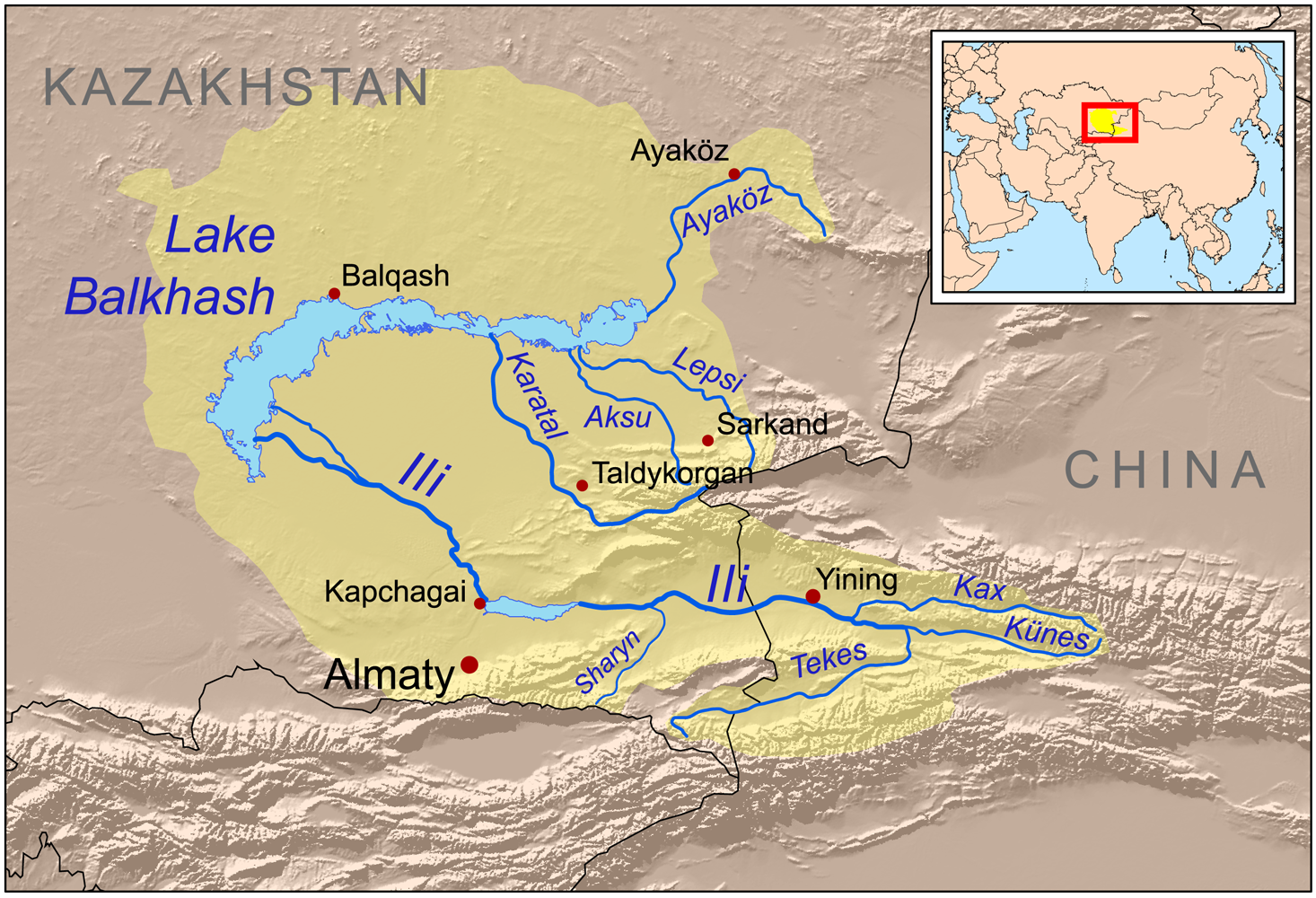
流域の地図

アヤグス川（カザフ語: Аягөз）はカザフスタンのバルハシ-アラコル盆地に位置する川である。タルバガタイ山脈に発し、バルハシ湖東部へ注ぐ。
アヤギョズ川にはタルバガタイ山脈の雪解け水が流れる。灌漑用水として利用され、バルカシ湖の東端に流れ込んでいるが、現在では湖への水量はそれほど多くはない。川の長さは492キロメートル、流域面積は15,700平方キロメートルである。
この川の下流部には葦が生い茂っており、かつてトラの生息地だった。
川沿いにはアヤグス市がある。